# Trésor de La Venèra
Le trésor de Venèra est un trésor de monnaies romaines du IIIe siècle découvert par hasard en décembre 1876 lors de travaux réalisés dans la localité de La Venèra, située dans la commune de Sanguinetto (province de Vérone) à la limite de la commune de Casaleone. Cet emplacement est proche de l'atelier monétaire de Ticinum, dont les émissions sont nombreuses dans le trésor. Le site de découverte pourrait être une villa rustica de l’époque romaine. Le trésor et les objets associés sont conservés au musée de Castelvecchio à Vérone.
Le trésor est un dépôt de 50 591 monnaies décomptés à la trouvaille, composé d'antoniniens et d'aureliani allant des règnes de Gordien III à celui de Dioclétien.
Une première étude du trésor portant sur 46 341 monnaies a été publiée dès 1880 par Luigi Adriano Milani (it). Cette étude a été actualisée sous la direction de Jean-Baptiste Giard, avec les publications suivantes :
- 1987 : 2 965 monnaies de Tacite et Florien, par Sylviane Estiot,
- 1995 : 11 077 monnaies de Gordien III à Quintillus, par Jean-Baptiste Giard[2],
- 1995 : 10 843 monnaies d'Aurélien, par Sylviane Estiot[2],
- 2000 : 7 782 monnaies de Carus jusqu'à Dioclétien en 287, par Daniel Gricourt,
- 2009 : 13 026 monnaies de Probus, par J. Guillemain.

Le volume sur les monnaies d'Aurélien, analysé par atelier et par officine, apporte de nombreuses précisions sur le monnayage de cet empereur, et plus largement, sur la chronologie de son règne